# Lucybell
Lucybell é uma banda de rock alternativo formada por quatro estudantes da Facudade de Artes da Universidade do Chile em 1991, na cidade de Santiago do Chile.

## Discografia

### Álbuns de estúdio
- Peces (1995)
- Viajar (1996)
- Lucybell (1998)
- Amanece (2000)
- Lúmina (2004)
- Comiendo Fuego (2006)

### EPs
- Mataz (1996)
- Sálvame la Vida (2003)
- Primitivo (2007)

### Álbuns ao vivo
- Sesión Futura (2001)
- Sesión Primitiva (2008)

### Coletâneas
- Grandes éxitos (2000)
- Todos sus éxitos (2003)
- Aquí y Ahora (Lo mejor de) Lucybell (2007)